# FCI Levadia Tallinn U/21
 "FC Maardu" omdirigeres hertil. For andre betydninger af FC Maardu, se Maardu Linnameeskond.
FCI Levadia Tallinn U/21 er en estisk fodboldhold beliggende i Tallinn. Holdet spiller i Esiliiga. Holdet blev grundlagt i 1999 med navnet Levadia Tallinn,[kilde mangler] og var reserveholdet af Levadia Maardu fra 2000-2004.[kilde mangler] I 2004 flyttede Levadia Maardu til Tallinn, og blev den nye Levadia Tallinn, mens reserveholdet blev Levadia Tallinn II.[kilde mangler]  I modsætning til det engelske ligasystem kan reserveholdene i Estland spille i samme ligasystem som deres førstehold, men bare ikke spille i samme liga.
I 2017 fusionerede Levadia Tallinn og FCI Tallinn, som betød at FCI Tallin’s reservehold fusionerede med Levadia Tallinn II, og stiftede FCI Levadia Tallinn U/21.

## Titler
- Esiliiga (7): 2000, 2006, 2007, 2008, 2009, 2010 og 2013
- Eesti Karikas (1): 2001-02

## Nuværende trup
Sidst opdateret: 4. juli 2024
| Nr. | Land    | Position | Spiller                                |
| --- | ------- | -------- | -------------------------------------- |
| 7   | Estland | MI       | Sergei Mošnikov (anfører)              |
| 11  | Estland | AN       | Fjodor Rodionov                        |
| 16  | Estland | FO       | Romeo Aan                              |
| 17  | Estland | AN       | Henri Käblik                           |
| 21  | Estland | AN       | Houd Boukhelkhal                       |
| 22  | Estland | MI       | Artur Sakarias                         |
| 28  | Estland | FO       | Aleksander Filatov                     |
| 30  | Estland | AN       | Nikita Grankin (lejet fra FCI Tallinn) |
| 31  | Estland | AN       | Artur Sibul                            |
| 33  | Estland | MI       | Maksim Gussev                          |

| Nr. | Land    | Position | Spiller                                  |
| --- | ------- | -------- | ---------------------------------------- |
| 35  | Estland | MM       | Dmitri Pjatajev                          |
| 36  | Estland | MI       | Jens Kaspar Pihkva                       |
| 38  | Estland | FO       | Jevgeni Tšernjakov                       |
| 39  | Estland | MI       | Aleksei Tšernjakov                       |
| 42  | Estland | AN       | Maksim Laskov                            |
| 48  | Estland | FO       | Reino Urlih (lejet fra Jõhvi FC Phoenix) |
| 51  | Estland | FO       | Hubert Liiv                              |
| 54  | Estland | MI       | Nikita Kondratski                        |
| 69  | Estland | MM       | Martin Žukov                             |